# Depil
Depil is een gehucht dat behoort tot de gemeente Hvannasunds kommuna in het oosten van het eiland Borðoy op de Faeröer.
Depil heeft 2 inwoners. De postcode is FO 735.